# Biblijne Towarzystwo Kreacjonistyczne
Biblijne Towarzystwo Kreacjonistyczne – chrześcijańskie stowarzyszenie propagujące w Polsce idee biblijnego kreacjonizmu. Powołane do życia w 2004 roku w Poznaniu przez przedstawicieli kilku kościołów protestanckich.
Chociaż stowarzyszenie deklaruje się jako ponadwyznaniowe, warunkiem członkostwa jest złożenie deklaracji wiary w duchu ewangelikalnym.

## Charakterystyka
Biblijne Towarzystwo Kreacjonistyczne przyjmuje dosłowną interpretację Biblii i odrzuca teorię ewolucji biologicznej, uznając ją nie tylko za sprzeczną z przesłaniem biblijnym, ale wręcz za nienaukową. Akceptując postawę światopoglądową, jaką prezentuje chrześcijański fundamentalizm, postrzega Pismo Święte jako wiarygodne źródło informacji na temat pochodzenia i przeznaczenia wszechświata oraz człowieka. Prezentuje młodoziemską odmianę kreacjonizmu i zajmuje się jego propagowaniem i obroną zarówno na gruncie religijnym, jak i naukowym. Statutowe cele i metody działania Stowarzyszenia to m.in. głoszenie wiary w Boga objawionego w Biblii, upowszechnianie „teorii kreacji” jako naukowej alternatywy dla ewolucjonizmu, działalność naukowa, edukacyjna, kulturalna i oświatowa.

## Działalność
Statutowe cele Stowarzyszenia są realizowane przez:
- organizowanie kursów, konferencji, spotkań, wykładów,
- opracowywanie programów edukacyjnych i pomocy naukowych,
- prowadzenie szkół i ośrodków o charakterze naukowo-dydaktycznym,
- współpracę z organizacjami o podobnych celach działających w kraju i za granicą, instytucjami rządowymi, samorządowymi i pozarządowymi,
- działalność konsultacyjno-doradczą, promocyjną i wydawniczą (w tym publikacja materiałów o charakterze religijnym i przyrodniczym).

Biblijne Towarzystwo Kreacjonistyczne zorganizowało szereg konferencji w wielu miastach Polski, na jego zaproszenie brali w nich udział tacy propagatorzy kreacjonizmu jak Paul Garner, John Peet, James B. Jordan, Werner Gitt, Sylvia Baker, Geoff Barnard czy Andrew McIntosh.

## Członkostwo
- Kościół Chrześcijan Baptystów – „Koinonia” w Poznaniu
- Kościół Chrześcijan Baptystów – „K5N” w Poznaniu
- Ewangeliczny Zbór Reformowany w Poznaniu
- Kościół Chrześcijański „Arka” w Poznaniu
- Kościół Zielonoświątkowy w Poznaniu